# سامارا جوی
سامارا جوی مک‌لندون (زاده ۱۱ نوامبر ۱۹۹۹) یک خواننده جاز آمریکایی است. او اولین آلبوم خود را با نام خود در سال ۲۰۲۱ منتشر کرد و متعاقباً توسط جزتایمز به عنوان بهترین هنرمند جدید انتخاب شد. در جوایز گرمی ۲۰۲۳، او برنده جوایز بهترین آلبوم آواز جاز و بهترین هنرمند جدید شد.
پدربزرگ و مادربزرگ پدری او، الدر گلد وایر و روث مک‌لندون، بنیان‌گذاران گروه گاسپل فیلادلفیا ساوتتس بودند.